# Dracaena guianensis
La lucertola caimano (anche settentrionale o del nord)  o dracena della Guiana (Dracaena guianensis Daudin, 1802) è una specie di lucertola appartenente al genere Dracaena, originaria del Sud America settentrionale. Si distingue dall'altra specie del genere Dracaena, la lucertola caimano del Paraguay, per la vivace colorazione rosso e verde.

## Descrizione

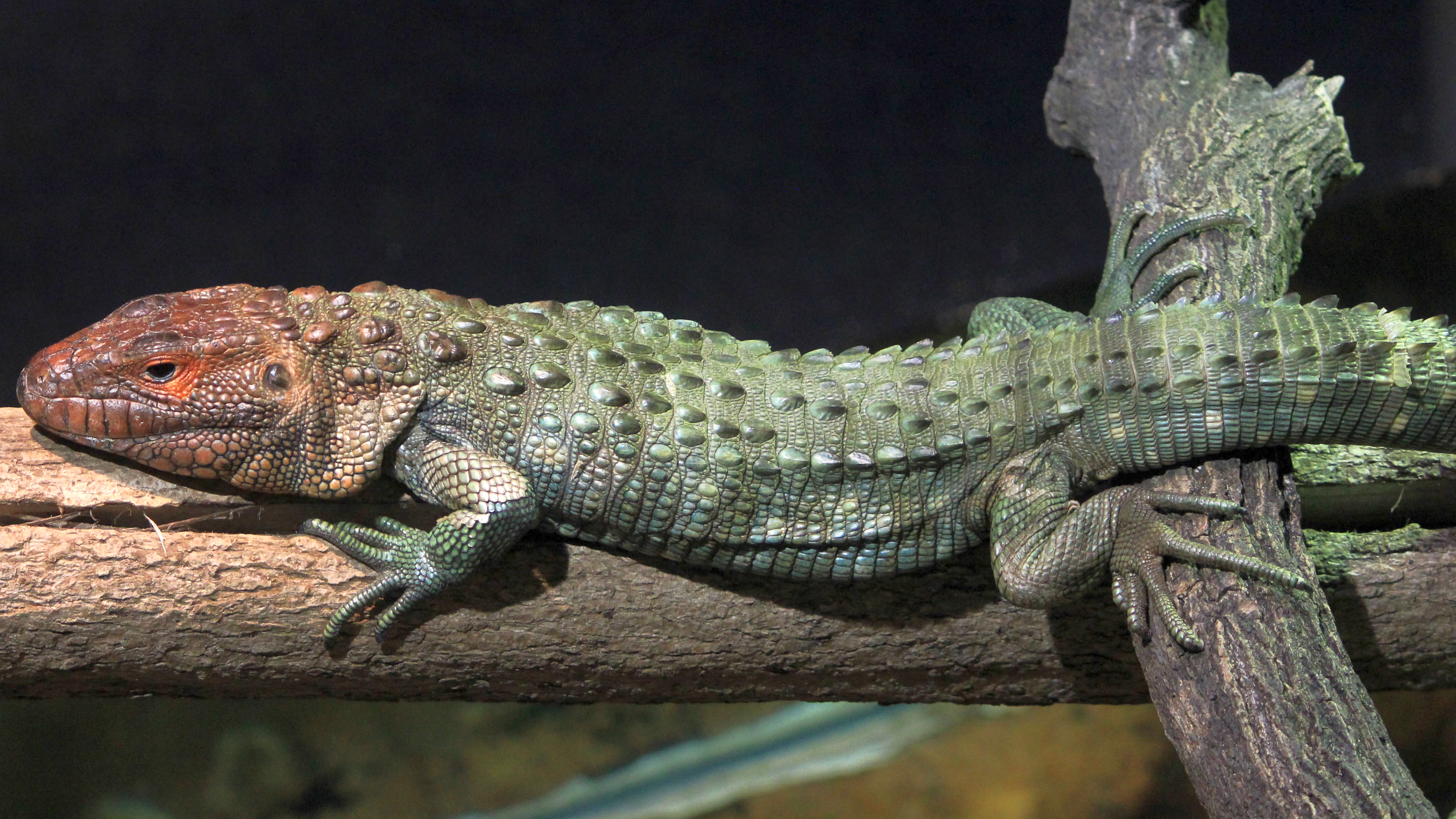
Dracaena guianensis

La lucertola caimano settentrionale ha una costituzione simile ai suoi cugini tegu, con un corpo grande e pesante e arti corti ma potenti. La testa è voluminosa e spesso di colore rosso o arancione. Le mascelle sono molto muscolose e forti, utili per nutrirsi di animali dotati di guscio come lumache, crostacei e molluschi d'acqua dolce. Come implicato dal suo nome, la lucertola caimano mostra diversi adattamenti alla vita semiacquatica, come la lunga coda appiattita lateralmente, simile per l'appunto ad un caimano, che aiuta l'animale a spostarsi velocemente nell'ambiente acquatico e ad immergersi velocemente. L'animale presenta anche una terza palpebra che copra l'occhio durante il nuoto proteggendolo dall'acqua e dai detriti.
Il corpo della lucertola caimano è molto simile a quello di un coccodrillo. È tipicamente un verde brillante con leggere striature verde scuro, ed una testa solitamente rosso-arancio brillante. Il dorso è percorso da file parallele di squame indurite, che forniscono una certa protezione contro i predatori.
Queste lucertole possono raggiungere una lunghezza massima di 1,2 metri (4 piedi), per un peso massimo di 4,5 kg (10 libbre).

## Distribuzione e habitat

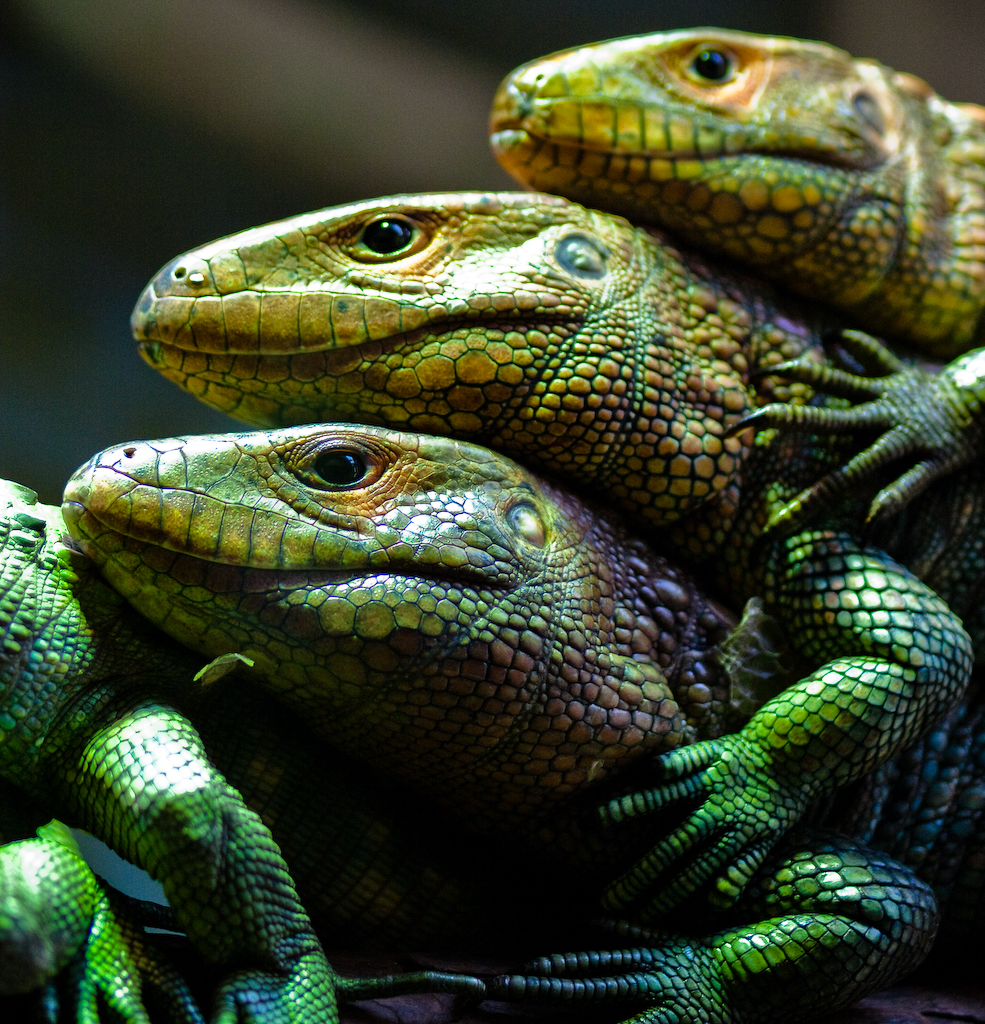
Tre esemplari al Fort Worth Zoo

La lucertola caimano settentrionale può essere trovato in Brasile, Colombia, Ecuador, Perù e Guiana. Predilige gli ambienti paludosi e aree boschive allagate. L'animale è prevalentemente acquatico ed è un ottimo arrampicatore, trascorrendo la maggior parte del tempo a crogiolarsi sui rami a strapiombo sui corsi d'acqua in modo che possa essere in grado di fuggire dai predatori scomparendo sott'acqua.
Il numero della popolazione selvatica della lucertola caimano è sconosciuta. Deve ancora esserci uno studio su di loro nel loro habitat naturale. Molto di ciò che sappiamo su di loro proviene da animali in cattività negli zoo e negli acquari, così come nelle case degli hobbisti.
Questa specie è stata fortemente cacciata per le loro pelli. Nel 1970, è stata fornita loro protezione e l'esportazione della loro pelle è diminuita. Ora le popolazioni locali sono al sicuro dove il loro habitat è protetto. Da allora sono state create diversi allevamenti in cattività per fornire animali per il commercio delle pelli. Negli ultimi anni alcuni di questi animali sono stati indirizzati al commercio di animali esotici.

## Biologia

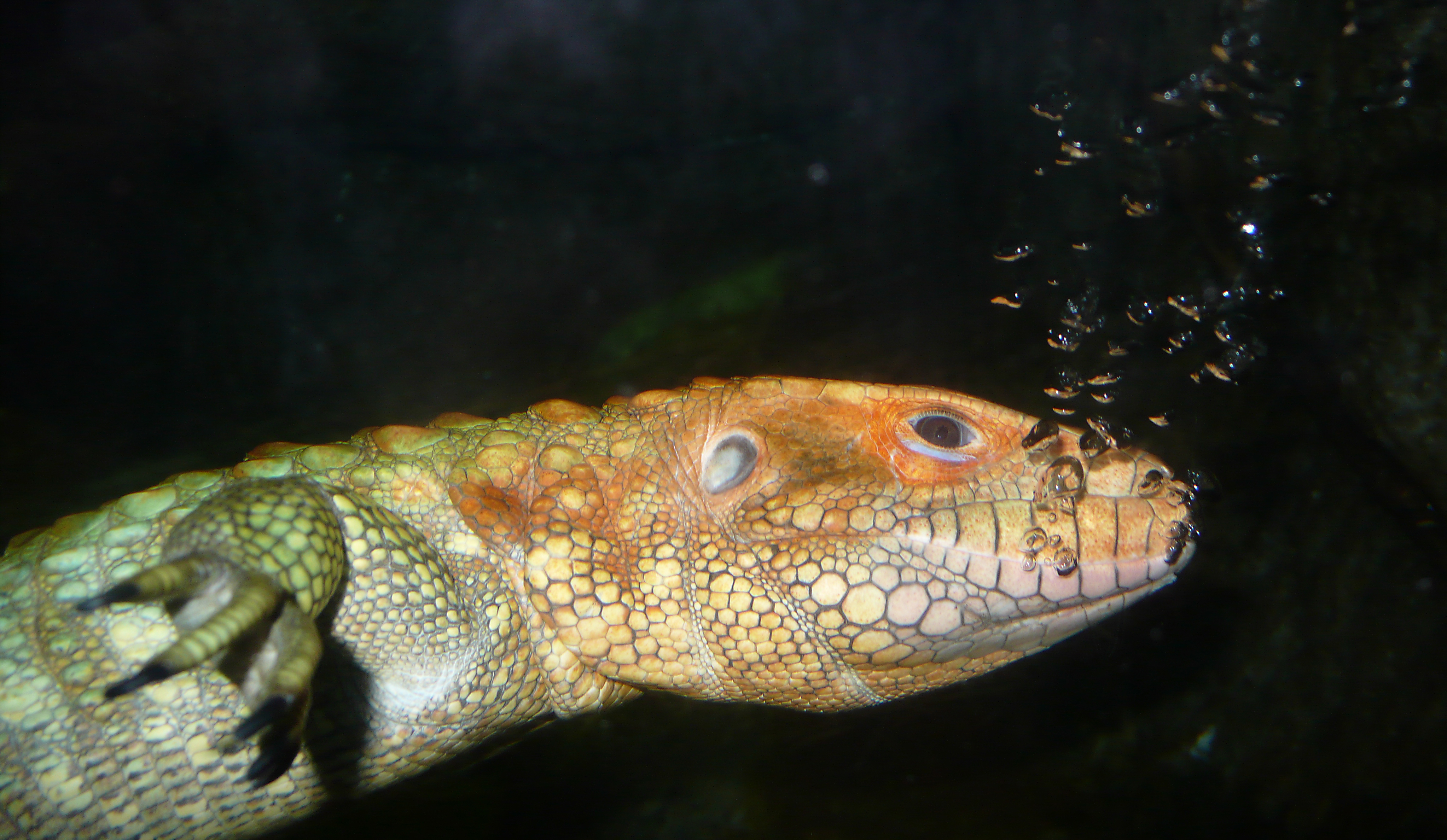
Un esemplare sott'acqua

La lucertola caimano settentrionale trascorre la maggior parte del tempo dentro o vicino all'acqua. Di notte, si nasconde tra i rami degli alberi e tra i cespugli, per nascondersi dai predatori. Le lucertole caimano in natura si nutrono di una gran varietà di prede: lumache, pesci, crostacei, bivalvi, invertebrati e altri animali d'acqua dolce. Tuttavia, questi animali sono specializzati nella ricerca e nel nutrirsi di lumache, afferrandole saldamente tra le potenti fauci, alzando la testa in modo che la preda scivoli nella bocca, per poi schiacciarla con i denti posteriori. Una volta ingoiata, i pezzi di guscio vengono rigurgitati. È noto che queste lucertole possono uccidere e magiare persino le tartarughe di fiume amazzoniche schiacciando il guscio per i bordi e mangiando le parti più morbide pezzo dopo pezzo. Per cercare le sue prede scava nel fango lungo le rive dei corsi d'acqua, come il suo cugino tegu.

## In cattività

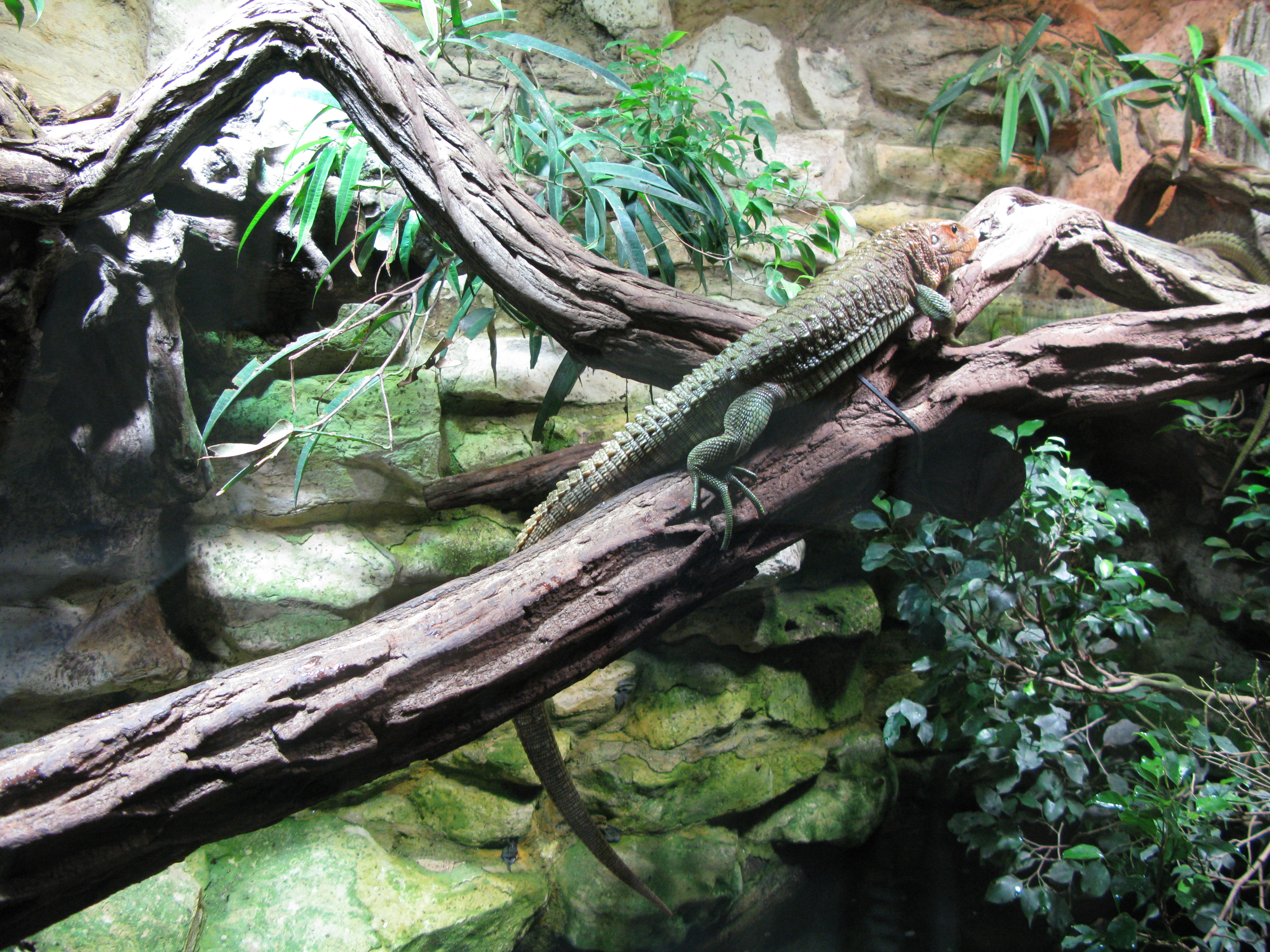
Un esemplare in cattività allo zoo di Praga, Repubblica Ceca

La lucertola caimano settentrionale è un rettile difficile da tenere in cattività. A causa della loro dieta in naturale composta quasi esclusivamente da lumache, la maggior parte degli adulti catturati in natura rifiuterà di mangiare qualsiasi altra cosa. Tuttavia, alcuni zoo e acquari hanno avuto successo nel mantenerli e persino nell'allevarli.
Negli ultimi cinque anni, diversi esemplari giovani allevati dal Sud America si sono fatti strada nel commercio di animali domestici in tutto il mondo. Questi esemplari, allevati dall'uomo sin dalla schiusa, sono più aperti ad accettare altri tipi di cibo. Nonostante ciò, questo non li rende meno difficili da mantenere o allevare in cattività. Nonostante abbiano un carattere normalmente tranquillo, questi animali hanno mascelle molto forti e, se provocate, possono sferrare potenti morsi molto dolorosi. Il loro stile di vita acquatico rende obbligatorio fornire una grossa vasca, abbastanza grande da permettere all'animale di immergersi completamente. Il terrario dovrà essere provvisto anche di una zona asciutta in cui l'animale possa scavare e nascondersi, e tronchi o altro materiale adatto con superfici asciutte su cui crogiolarsi. Ciò può essere difficile da assemblare a causa della loro necessità di un'elevata umidità e di alte temperature delle superficie per crogiolarsi. Siccome questo rettile può raggiungere anche 1,2 metri, il tutto deve essere mantenuto in un rettilario molto grande, che si sviluppi sia in altezza sia in larghezza.
Nonostante tutti i requisiti specifici per l'allevamento di questo rettile, molti proprietari affermano che prendersene cura è molto appagante. Le lucertole caimano sono piuttosto intelligenti, se paragonate alla media di altre lucertole, essendo in grado di risolvere problemi semplici, e possono riconoscere i loro padroni, se vengono mantenute con rispetto ed in buona salute.
La dieta in cattività comprende carne di tacchino, bivalvi, molluschi, cibo per gatti, pesce e alcuni frutti.